# Mexikóban történt légi közlekedési balesetek listája
A Mexikóban történt légi közlekedési balesetek listája mind a halálos áldozattal járó, mind pedig a kisebb balesetek, meghibásodások miatt történt, gyakran csak az adott légiforgalmi járművet érintő baleseteket is tartalmazza évenkénti bontásban.

## Mexikóban történt légi közlekedési balesetek

### 1969
- 1969. június 4., Cerro del Fraile hegy.  A Mexicana de Aviación légitársaság 704-es járata, egy Boeing 727 nem sokkal a Monterreybe való megérkezés előtt a Cerro del Fraile hegybe csapódott. A rajta tartózkodó 79 személy mind életét vesztette.[1]

### 1979
- 1979. október 31., Mexikóváros. A Western Airlines 2605-ös járatának DC–10-es repülőgépe a Mexikóvárosban történő leszállás során a rossz pályára leszállva egy járműnek, majd egy épületnek csapódott, valószínűleg a köd okozta rossz látási viszonyok miatt. A gépen tartózkodó 89 személyből 75-en életüket vesztették, így ez volt Mexikóváros történetének legsúlyosabb légikatasztrófája.[2]

### 1986
- 1986. március 31. A Mexicana de Aviación légitársaság 940-es járata, egy Boeing 727 fél órával a Mexikóvárosból történt felszállás után lezuhant. A 166 halálos áldozatot követelő tragédia Mexikó történetének legsúlyosabb légikatasztrófája volt.[3]

### 1995
- 1995. szeptember 16. Mexikóvárosban, a mexikói függetlenségi háború kitörésének évfordulója alkalmából tartott katonai ünnepségen a Mexikói Légierő egy F–5E típusú gépe a levegőben összeütközött három T–33 repülővel. A balesetben hat személy vesztette életét.[4]

### 2008
- 2008. november 4. 18:45 körül (helyi idő szerint), Mexikóváros. Lezuhant a mexikói belügyminiszter kis repülőgépe. A balesetben a miniszter és további 15 fő életét vesztette, 40 fő megsérült. A gépen kilenc fő tartózkodott, három fő a személyzet volt. A földön további 7 fő vesztette életét.[5][6][7]

### 2011
- 2011. november 11. Mexikóváros. Lezuhant a mexikói belügyminiszter, Francisco Blake Mora helikoptere. A balesetben a miniszter és a helikopteren utazó további hét fő életét vesztette.[5]

### 2012
- 2012. december 9., Iturbide. Jenni Rivera énekes- és színésznő Learjet 25 modelo 69 típusú, N345MC azonosítójelű, a Starwood Management LLC vállalattól bérelt repülőgépe a Monterreyből történt felszállás után nem sokkal, Iturbide település közelében lezuhant. A balesetnek nem voltak túlélői. A gép két pilótája, valamint öt utasa, összesen 7 fő vesztette életét a balesetben.[8][9]

### 2018
- 2018. február 16.: Oaxaca állam. Lezuhant a mexikói Belügyminisztérium helikoptere. A gépen utazott a Mexikó belügyminisztere és Oaxaca állam kormányzója is, akik nem szenvedtek komolyabb sérüléseket. Kettő fő életét vesztette a földön tartózkodó személyek közül, többen megsérültek.[10][11]
- 2018. július 31.: Az Aeroméxico légitársaság Embraer E190-es típusú gépe, amely belföldi járatként a Victoria de Durango és Mexikóváros között 2431-es járatként közlekedett, felszállást követően lezuhant, majd később kigyulladt. A gépen utazó 99 utas és 4 fős legénység túlélte a balesetet.[12]
- 2018. december 24.: Puebla államban, Coronango és Tlaltenango között lezuhant egy helikopter. A balesetben életét vesztette az állam kormányzója, Martha Erika Alonso és korábbi kormányzója, Rafael Moreno Valle.[13]